# Campionato francese di tennis 1907
Il Campionato francese di tennis 1907 (conosciuto oggi come Open di Francia o Roland Garros) è stato la 17ª edizione del Campionato francese di tennis, riservato ai tennisti francesi o residenti in Francia. Si è svolto su campi in terra rossa a Parigi in Francia.
Il singolare maschile è stato vinto da Max Décugis, che si è imposto su Robert Wallet. Il singolare femminile è stato vinto da Comtesse de Kermel, che ha battuto Catherine d'Aliney d'Elva. Nel doppio maschile si sono imposti Max Décugis e Maurice Germot. Nel doppio femminile hanno trionfato Francoise Masson e Yvonne de Pfeffel. Nel doppio misto la vittoria è andata ad A. Péan in coppia con Robert Wallet.

## Seniors

### Singolare maschile
Max Décugis ha battuto in finale  Robert Wallet

### Singolare femminile
Comtesse de Kermel ha battuto in finale  Catherine d'Aliney d'Elva che si è ritirata sul punteggio di 6–1.

### Doppio maschile
Max Décugis /  Maurice Germot hanno battuto in finale  G. Siry /  Robert Wallet con il punteggio di 6–4, 6–2, 6–1.

### Doppio femminile
Francoise Masson /  Yvonne de Pfeffel

### Doppio misto
A. Péan /  Robert Wallet